# Realistisch rekenen

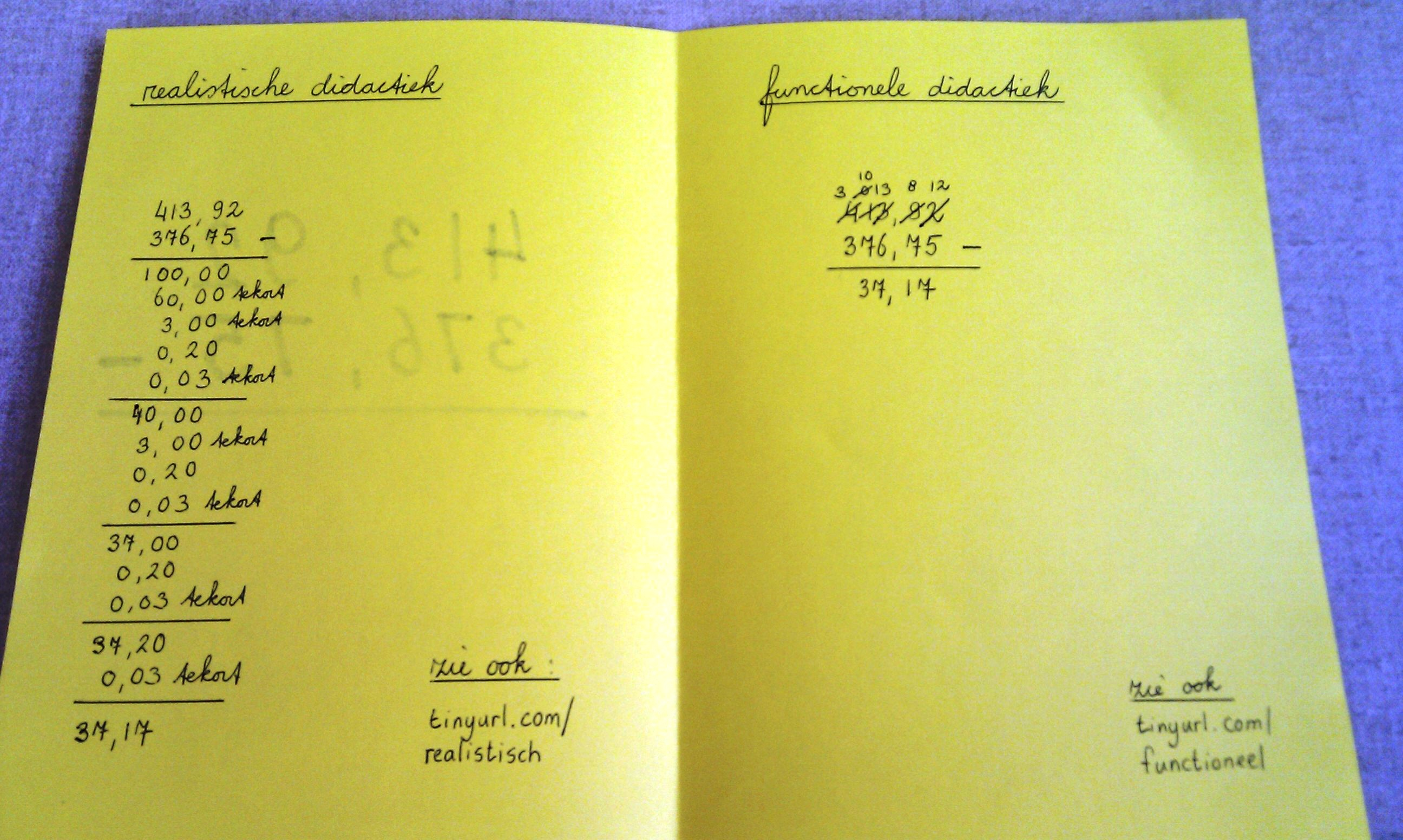
Realistisch rekenen versus functioneel rekenen: kolomsgewijs aftrekken vs cijferend aftrekken.

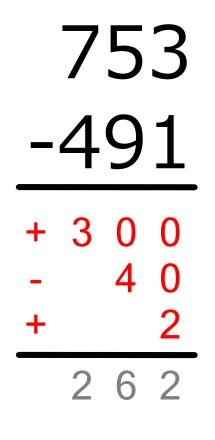
Kolomsgewijs aftrekken.

Realistisch rekenen is een rekendidactiek die onder andere gebaseerd is op de filosofische stroming van het sociaal-constructivisme, en die zich kenmerkt door de nadruk op inzicht. Dit betekent dat er veel tijd wordt ingeruimd voor de begripsvorming bij de leerling. Het leerdoel is dat leerlingen (concrete) problemen en situaties leren oplossen met behulp van eigen strategieën en inzichten. Een strategie voor het uitrekenen van 8 keer 7 kan bijvoorbeeld zijn om 7 te schrijven als som van 2 en 5, en dan via 8 keer 5 en 8 keer 2 op 56 als de som van 40 en 16 uit te komen. Startpunt zijn de voor kinderen voorstelbare, alledaagse situaties. Realistisch rekenen werd geplaatst tegenover het functioneel rekenen.
In Nederland is deze didactiek de basis van veel reken-wiskundemethoden. Voorbeelden hiervan zijn Pluspunt (Uitgeverij Malmberg), Wizwijs (Uitgeverij Zwijsen) en in mindere mate De wereld in getallen (Uitgeverij Malmberg). Het realistisch rekenen was een antwoord op het mechanische rekenonderwijs, waarin weinig tot geen aandacht zou zijn voor de eigen inbreng van leerlingen. Grondlegger en warm voorstander van deze rekendidactiek was de Duits-Nederlandse wiskundige Hans Freudenthal (1905-1990).

## Kenmerken
Prof. dr. Adri Treffers van het Freudenthal Instituut beschrijft vijf karakteristieken van realistisch reken-wiskundeonderwijs. Verdere uitwerking is gedaan door Gravemeijer en anderen.

### Gebruik van praktijkvoorbeelden
Situaties uit de dagelijkse praktijk verlenen betekenis aan het abstracte rekenen. De som wordt in een herkenbare situatie/context geplaatst. Dat kan door een situatie te beschrijven met woorden (talige contexten) of door de situatie te verbeelden met foto's of illustraties.

### Eigen producties van leerlingen
Het streven is dat kinderen zelf oplossingsstrategieën ontwikkelen en inzicht krijgen in hun eigen wiskundige ontwikkeling.

### Het interactieve karakter van het leerproces
Interactie en reflectie helpen bij het verhelderen van de denkprocessen en bevorderen het leren. Kinderen werken samen en verwoorden hun aanpak tegenover elkaar. De leerkracht speelt een adviserende en ondersteunende rol bij het uitvoeren en oplossen van de rekenopdrachten.

### De verwevenheid van leergebieden
Bij het realistisch rekenen komen ook andere vakgebieden om de hoek kijken: wereldoriëntatie, taal en creatieve vakken als tekenen en knutselen. Deze zijn geïntegreerd in de leerstof. Zo kan de rekenles beginnen met een klassengesprek over bijvoorbeeld Vlieland, waarna er rekenopdrachten binnen dit thema worden behandeld. Ook de basisbewerkingen kunnen niet onafhankelijk van elkaar worden geleerd.

### Overige kenmerken
Daarnaast zijn kenmerkend voor deze didactiek:
- meestal divergente differentiatie
- nadruk op begrip in plaats van inoefening: beheersing volgt uit begrip
- minder parate rekenkennis (zoals snel de tafels van vermenigvuldiging kunnen opzeggen): hoofdrekenen is niet uit je hoofd maar met je hoofd rekenen[9]
- gebruik van de rekenmachine in plaats van hoofdrekenen
- kolomsgewijs rekenen in plaats van cijferend rekenen
- de hapmethode in plaats van de staartdeling voor het uitrekenen van grote delingen
- leerling centraal in plaats van de leerstof en de instructie van de leerkracht
- veel verschillende leerdoelen en opgaven in één rekenles: bijvoorbeeld meten, breuken, klokkijken en optellen met grote getallen
- ook knippen, plakken en kleuren in de rekenles
- gebruik van 'handig rekenen'

## Voorbeeld van een realistische rekenopgave
Dit handig rekenen komt telkens terug in de realistische rekenopgaven:
Ik heb 600 asters op de veiling gekocht
15% ervan overleeft het niet.
Hoeveel blijven er dan over?
Volgens de realistische traditie vraagt de leerkracht de kinderen vooral naar hun oplossingsstrategieën.
Kun je erachter komen wat die 15% is?
Hoeveel is 10% , hoeveel is 5%, Wat weet je dan?

Bij directe instructie zou direct aangestuurd worden op een eenduidige oplossingswijze:
15% * 600 = 90, en 600 - 90 = 510.

## Kritiek
Er is geen onomstotelijk wetenschappelijk bewijs dat deze of welke andere rekendidactiek het meest effectief is. De toenemende invloed van de instructietheorie van realistisch rekenen (Realistic Mathematics Education) op rekenmethoden in Nederland, in de jaren tachtig en negentig van de vorige eeuw, viel samen met een plaats in de wereldtop van Nederland in internationaal vergelijkend onderzoek (TIMSS). Sinds het begin van deze eeuw zijn de rekenprestaties van leerlingen in het basisonderwijs echter achteruitgegaan. In Nederland, waar het realistisch rekenen in de jaren 1990 een grote invloed had op de in het onderwijs gebruikte rekenmethoden, zijn met name de resultaten voor de bewerkingsopgaven achteruit gegaan. Procenten en basale vaardigheden (enkel het optellen en aftrekken) vertonen een positieve trend. Op het onderdeel meten en meetkunde presteren Nederlandse leerlingen al meerdere jaren slecht. De Nederlandse score bij het Programme for International Student Assessment (PISA) daalt: 538 (2003), 531 (2006) en 526 (2009). In het kader van dit peilingsonderzoek werden ook deskundigen geraadpleegd. In 1997 en 2004 uitten deze zich kritisch over het bereikte resultaat.
Vrijwel alle rekenmethoden van commerciële uitgeverijen omarmden realistisch rekenen, omdat het een oplossing leek te bieden voor het beperkte effect dat mechanisch trucmatig rekenen voor leerlingen had. Alle uitgevers kozen voor hun eigen interpretatie van de realistische rekendidactiek, zodat er sinds eind jaren 1980 ogenschijnlijk geen keuzemogelijkheid meer was tussen meerdere didactieken.
Empirisch onderzoek uit de orthopedagogische hoek geeft steun aan de veronderstelling dat leerlingen met rekenproblemen meer baat hebben bij een didactiek die redelijk sturend is. Dat lijkt te duiden op een vergroot risico op uitval als de leerkracht een realistische rekendidactiek gebruikt bij leerlingen met rekenproblemen. Deze onderzoeken gaan echter uitsluitend over het aanleren van bewerkingen en niet over het bereiken van andere doelen van rekenen: toepassen, probleemoplossen en functioneel rekenen.
In 2004 deed Van Putten onderzoek naar de realistische oplossingsstrategieën en kwam tot de volgende conclusie: De achteruitgang van de PPON-resultaten sinds 1987 bij bewerkingen zoals cijferend delen kan ten minste voor een deel worden toegeschreven aan de veronderstelde toename van het aantal leerlingen dat met realistische strategieën deelsommen oplost.
Opmeer liet zich in 2005 kritisch uit over een aantal aannames achter het realistisch rekenen. Hij stelt dat er te weinig aandacht is voor standaardprocedures en de interne structuur van de wiskunde. Ook heeft hij kritiek op de vele contextopgaven die veel algemene, en veel minder wiskundige kennis veronderstellen. Hij beweert dat hierdoor de realistische rekendidactiek in wezen discriminerend is, omdat het vooral geschikt is voor "de blanke middenklasse" en veel minder voor de zwakke of juist betere rekenaars. Deze conclusies worden echter niet onderbouwd door wetenschappelijke referenties of praktijkvoorbeelden. Uit later, ander onderzoek blijkt wel dat "leerlingen die thuis geen Nederlands spreken, een prestatieachterstand hadden ten opzichte van leerlingen die thuis wel Nederlands spreken".
In 2006 schrijft de Onderwijsraad in een rapport dat er veel geld en energie is gestoken in het ontwikkelen van de realistische uitgangspunten van het rekenonderwijs. Wat opvalt, is dat veel minder energie is gestoken in onderzoek naar de effectiviteit van al deze inspanningen.
Prof. dr. Jan van de Craats, die als wiskundige was verbonden aan de KMA en de Universiteit van Amsterdam, schreef in 2007 het artikel Waarom Daan en Sanne niet kunnen rekenen en presenteerde dit op de Panama Conferentie. Hierin stelt hij dat de universele rekenprincipes in de realistische rekendidactiek hebben plaatsgemaakt voor handige trucjes die sterk afhankelijk lijken te zijn van het type som. Van de Craats toont in zijn publicaties een sterke voorkeur voor het inoefenen van standaardprocedures en standaardalgoritmen voor bewerkingen, terwijl realistisch rekenen meer aandacht heeft voor de eigen denkprocessen van leerlingen en handige en eigen manieren om tot antwoorden te komen.
In 2008 kwam er opnieuw kritiek op het realistisch rekenen van een groep hoogleraren. Onder de naam "Stichting Goed Rekenonderwijs" sprak deze groep haar zorg uit over het gebrek aan rekenvaardigheid bij leerlingen aan het eind van de basisschool. Volgens de stichting kunnen de meeste achtstegroepers niet voldoende goed rekenen en beginnen ze met een achterstand aan hun vervolgopleiding. Onder de leden van het comité van aanbeveling bevindt zich onder meer Nobelprijswinnaar Gerard 't Hooft.
In 2023 en 2024 publiceerde de onderwijsinspectie rapporten waaruit bleek dat de rekenvaardigheid van leerlingen in het voortgezet onderwijs verder was afgenomen, vergeleken met de jaren daarvoor.

## Realistisch of functioneel?
De rekenmachine en ook de staartdeling zijn symbolen geworden van de strijd tussen aanhangers van het realistisch en functioneel rekenen. Naar aanleiding van de oplaaiende strijd tussen beide kampen, gaf het Ministerie van Onderwijs, Cultuur en Wetenschap in 2008 opdracht aan de Koninklijke Nederlandse Akademie van Wetenschappen om onderzoek te doen. De onderzoekers brachten in 2009 een rapport uit waarin zij het volgende concluderen:
''Het door de commissie bestudeerde materiaal leidt niet tot een eenduidig beeld en rechtvaardigt geen algemene wetenschappelijk gefundeerde uitspraken over de relatie tussen rekendidactiek en rekenvaardigheid. Het biedt, in het bijzonder, geen overtuigende empirische ondersteuning voor de claims van enige partij in de discussie over traditioneel versus realistisch rekenen'' (KNAW, 2009; p.76).

## Reactie van uitgevers
Naar aanleiding van de kritiek, pasten veel uitgevers in de jaren na 2010 hun realistische rekenmethodes aan. Er werd extra oefenmateriaal toegevoegd, extra rijtjes sommen, meer convergente differentiatie en eenduidige oplossingsstrategieën voor zwakke rekenaars. De basis van de methodes bleef echter ongewijzigd, op 'realistische grondslag'. Uitgevers die geheel nieuwe rekenmethodes ontwikkelden, kregen de kans om dit op een andere grondslag te doen.

## Rekenexamens
Naar aanleiding van de vermeende achterblijvende rekenprestaties heeft de minister in 2010 een verplichte rekentoets in het VO en rekenexamens in het mbo aangekondigd. Deze toets is ontwikkeld door Cito en het College voor Toetsen en Examens.
Na jarenlange politiek getouwtrek is deze toets in 2019 weer afgeschaft voordat deze volledig was ingevoerd.